# Frank Steeghs
Frank Steeghs (Beesel, 10 februari 1967) is een Nederlands dirigent en trompettist.

## Levensloop
Vanaf zijn tiende jaar speelde Frank Steeghs in het Harmonie "Sint Gertrudis", Beesel. Hij studeerde trompet en HaFa-directie aan het Conservatorium Maastricht en aan het Utrechts Conservatorium. Zijn leraren waren: Theo Wolters, Rien Rats, Sef Pijpers sr., Danny Oosterman en Jan Cober. Hij behaalde zijn Master in HaFa-directie bij Jan Cober aan het Conservatorium Maastricht in 2007 onder andere met een dissertatie De blaasmuziek kan in artistiek opzicht flink verbeteren als het verplicht repertorium wordt vervangen door een top 100 aller tijden. Tijdens zijn studie speelde hij in het Nationaal Jeugd Orkest en in het European Community Youth Orchestra. 
Hij was als 1e trompettist 12 jaar aan het orkest van de Hoofdstad Operette te Amsterdam verbonden. Op het gebied van kamermuziek was hij actief in het Aquarius Ensemble, Nieuw Sinfonietta Amsterdam, het Stravinsky Ensemble, het Nederlands Blazers Ensemble en Combattimento Consort Amsterdam.
Als dirigent staat hij momenteel voor Harmonie Eendracht Meijel en Muziekvereniging Sint Cecilia Sint Anthonis en voor de Koninklijke Harmonie Echo der Kempen uit Bergeijk en Fanfare Sint Joseph in 
Pey. Verder is hij gastdirigent van het gerenommeerde Rundfunkblasorchester te Leipzig. Ook dirigeert hij regelmatig voor het Philips Symfonie Orkest.
- International Standard Name Identifier: 0000 0003 9721 9270
- Nederlandse Thesaurus van Auteursnamen: 314767002
- Virtual International Authority File: 292288318
- WorldCat: E39PBJtrWvhtBwVMCbd7mrw9jC